# スティーブ・クレベンジャー
- スティーブ・クリベンジャー
- スティーブ・クレビンジャー

スティーブン・スコット・クレベンジャー（Steven Scott Clevenger, 1986年4月5日 - ）は、アメリカ合衆国・メリーランド州ボルチモア出身のプロ野球選手（捕手）。右投左打。2017年現在は、独立リーグ・アトランティックリーグのランカスター・バーンストーマーズに所属。

## 経歴

### プロ入りとカブス時代
2006年のMLBドラフト7巡目（全体209位）でシカゴ・カブスから指名され、6月14日に契約。この年は傘下のA-級ボイシ・ホークスで65試合に出場し、打率.286・2本塁打・21打点・5盗塁だった。
2007年はA-級ボイシで22試合に出場し、7月にA+級デイトナ・カブスへ昇格。43試合に出場し、打率.323・2本塁打・24打点だった。
2008年はA+級デイトナとAA級テネシー・スモーキーズでプレー。AA級では29試合に出場し、打率.247・1本塁打・15打点だった。
2009年はAA級テネシーで開幕を迎え、5月にAAA級アイオワ・カブスへ昇格。68試合に出場し、打率.265・26打点・4盗塁だった。
2010年はAA級テネシーで88試合に出場し、打率.317・5本塁打・47打点だった。
2011年はAA級テネシーで開幕を迎え、5月にAAA級アイオワへ昇格。9月19日にメジャー初昇格を果たし、9月26日のサンディエゴ・パドレス戦でメジャーデビュー。6番・捕手でスタメン起用され、3打数無安打だった。9月28日のパドレス戦では5回に代打として起用され、初安打初打点となる適時二塁打を放った。この年は2試合の出場に終わった。
2012年3月5日にカブスと1年契約に合意し、開幕ロースター入りを果たした。4月25日のセントルイス・カージナルス戦で斜走筋を痛め、4月28日に15日間の故障者リスト入りした。5月29日に故障者リストから外れ、翌30日のパドレス戦で復帰した。6月29日のヒューストン・アストロズ戦ではバド・ノリスから初本塁打を記録した。9月6日のワシントン・ナショナルズ戦で乱闘騒ぎを起こし、8日に1試合の出場停止処分を受けた。この年は69試合に出場し、打率.201・1本塁打・16打点だった。
2013年3月4日にカブスと1年契約に合意した。開幕ロースター入りしたが、4月13日のサンフランシスコ・ジャイアンツ戦で斜走筋を痛め、翌14日に60日間の故障者リスト入りした。6月28日に故障者リストから外れた。カブスでは8試合の出場にとどまった。

### オリオールズ時代
2013年7月2日にジェイク・アリエータ、ペドロ・ストロップとのトレードで、スコット・フェルドマンと共にボルチモア・オリオールズへ移籍した。AAA級ノーフォーク・タイズで20試合に出場し、9月1日にメジャー昇格。4試合に出場した。
2014年3月11日にオリオールズと1年契約に合意した。同年は正捕手のウィータースが故障で長期離脱した為、ケイレブ・ジョゼフやニック・ハンドリーらと出場機会を分け合い、35試合で打率.225という成績を残した。
2015年は30試合に出場し、自己ベストの打率.287に加え2本塁打・15打点という打撃成績を残した。守備面では、9試合で捕手として守備に就いたが、最も出場機会が多かったのはDH（18試合）だった。

### マリナーズ時代
2015年12月2日にマーク・トランボ、C.J.リーフェンハウザーとのトレードで、シアトル・マリナーズへ移籍した。
2016年9月23日、ノースカロライナ州シャーロットで発生した警官による黒人射殺事件について、ツイッター上で不適切な発言をしたとして、球団から残りシーズン（10試合）の無給出場停止処分を科せられた。オフに自由契約となる。

### 独立リーグ時代
2017年7月21日に独立リーグ・アトランティックリーグのランカスター・バーンストーマーズと契約。

## 詳細情報

### 年度別打撃成績
| 年 度    | 球 団    | 試 合 | 打 席 | 打 数 | 得 点 | 安 打 | 二 塁 打 | 三 塁 打 | 本 塁 打 | 塁 打 | 打 点 | 盗 塁 | 盗 塁 死 | 犠 打 | 犠 飛 | 四 球 | 敬 遠 | 死 球 | 三 振 | 併 殺 打 | 打 率 | 出 塁 率 | 長 打 率 | O P S |
| -------- | -------- | ----- | ----- | ----- | ----- | ----- | -------- | -------- | -------- | ----- | ----- | ----- | -------- | ----- | ----- | ----- | ----- | ----- | ----- | -------- | ----- | -------- | -------- | ----- |
| 2011     | CHC      | 2     | 5     | 4     | 1     | 1     | 1        | 0        | 0        | 2     | 0     | 0     | 0        | 0     | 0     | 0     | 0     | 1     | 0     | 0        | .250  | .400     | .500     | .900  |
| 2012     | CHC      | 69    | 215   | 199   | 16    | 40    | 12       | 0        | 1        | 55    | 16    | 0     | 1        | 0     | 0     | 16    | 0     | 0     | 39    | 10       | .201  | .260     | .276     | .537  |
| 2013     | CHC      | 8     | 9     | 8     | 1     | 1     | 0        | 0        | 0        | 1     | 0     | 0     | 0        | 0     | 0     | 1     | 0     | 0     | 3     | 0        | .125  | .222     | .125     | .347  |
| 2013     | BAL      | 4     | 15    | 15    | 1     | 4     | 1        | 0        | 0        | 5     | 2     | 0     | 0        | 0     | 0     | 0     | 0     | 0     | 2     | 1        | .267  | .267     | .333     | .600  |
| '13計    | BAL      | 12    | 24    | 23    | 2     | 5     | 1        | 0        | 0        | 6     | 2     | 0     | 0        | 0     | 0     | 1     | 0     | 0     | 5     | 1        | .217  | .250     | .261     | .511  |
| 2014     | BAL      | 35    | 97    | 89    | 8     | 20    | 8        | 1        | 0        | 30    | 8     | 0     | 0        | 0     | 0     | 8     | 1     | 0     | 19    | 5        | .225  | .289     | .337     | .626  |
| 2015     | BAL      | 30    | 105   | 101   | 11    | 29    | 4        | 2        | 2        | 43    | 15    | 0     | 0        | 0     | 0     | 4     | 1     | 0     | 13    | 3        | .287  | .314     | .426     | .740  |
| 2016     | SEA      | 22    | 76    | 68    | 7     | 15    | 3        | 0        | 1        | 21    | 7     | 0     | 0        | 0     | 0     | 8     | 0     | 0     | 14    | 3        | .221  | .303     | .309     | .611  |
| MLB：6年 | MLB：6年 | 170   | 522   | 484   | 45    | 110   | 29       | 3        | 4        | 157   | 48    | 0     | 1        | 0     | 0     | 37    | 2     | 1     | 90    | 22       | .227  | .284     | .324     | .608  |

- 2017年度シーズン終了時

### 背番号
- 51 (2011年 - 2013年途中)
- 45 (2013年途中 - 2015年)
- 32 (2016年 - )